# Aaron Krickstein

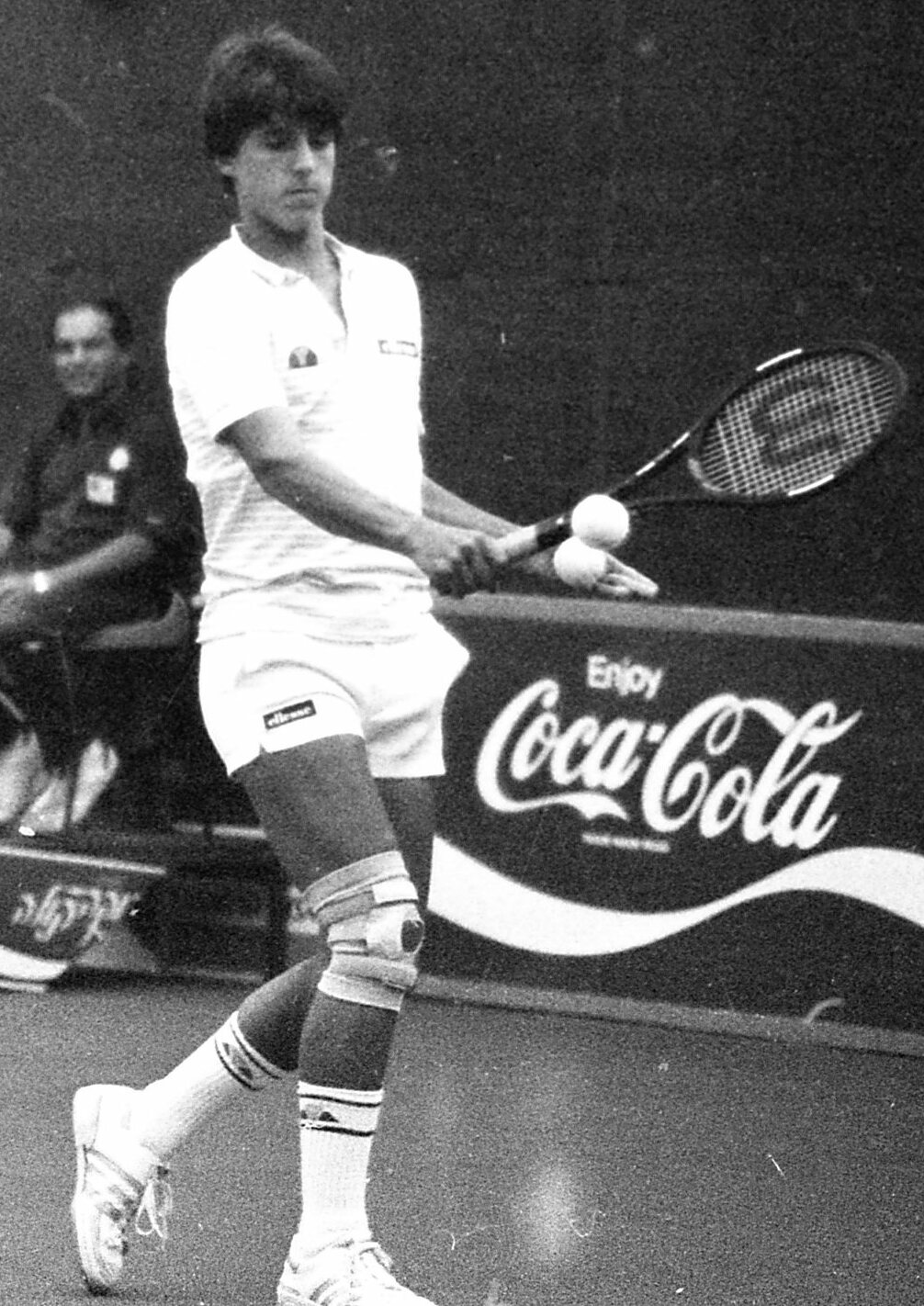

Aaron Krickstein (Ann Arbor, 2 de agosto de 1967) é um ex-tenista profissional estadunidense.